# Stuu
Stuu, dawniej znany też jako Polski Pingwin, właśc. Stuart Alexander Kluz-Burton (ur. 7 stycznia 1992 w Londynie) – brytyjski youtuber tworzący głównie w języku polskim.
Od początku działalności w internecie do jej zawieszenia w 2020 roku główny kanał Stuu na YouTube zgromadził 4,26 mln subskrypcji.

## Życiorys
Zaczynał nagrywanie w języku angielskim, jednak przerwał je z powodu choroby. Dwa lata później wrócił, tworząc w języku polskim pod pseudonimem Polski Pingwin. Jego nagrania początkowo dotyczyły gier, takich jak Minecraft. Jego główne konto nazywa się Stuu. Posiadał trzy inne kanały: Stuu PLUS, Stuu Gry oraz Stuu Charytatywnie. W 2016 roku jego główny kanał na YouTube znalazł się na piątym miejscu profili z największą liczbą subskrybentów w Polsce.
Brał udział w polskim dubbingu filmu Sing oraz podłożył głos Smażonej Krewetce w polskiej wersji językowej filmu Emotki (2017).
W latach 2019–2020 był członkiem internetowego projektu Team X. 2 kwietnia 2019 stał się też udziałowcem w spółce Game Desk sp. z o.o., która pod marką Alphadesk zajmuje się sprzedażą biurek gamingowych. Od 27 maja 2020 przestał udzielać się w mediach społecznościowych z powodów zdrowotnych.

## Kontrowersje
3 października 2023 Sylwester Wardęga opublikował na swoim kanale „WATAHA – Krulestwo” na platformie YouTube materiał, w którym prezentuje dowody potwierdzające, że Burton spotykał się oraz aktywnie prowadził korespondencje o podtekście erotycznym z dziewczętami poniżej 15. roku życia. Wardęga poinformował w filmie, iż przekazał sprawę organom ścigania. 13 października 2023 Prokuratura Okręgowa w Warszawie przedstawiła Burtonowi zarzuty oraz skierowała do Sądu Okręgowego w Warszawie wniosek o tymczasowy areszt youtubera. 14 października 2023 Burton został aresztowany przez funkcjonariuszy brytyjskiej policji. Od tego czasu prowadzone jest postępowanie przed brytyjskim wymiarem sprawiedliwości w celu ekstradycji Burtona do Polski.

## Życie prywatne
W 2020 był związany z influencerką Agatą Fąk.

## Dyskografia

### Single
| Rok                                                      | Tytuł                        | Najwyższe pozycje na listach | Najwyższe pozycje na listach | Najwyższe pozycje na listach | Album |
| Rok                                                      | Tytuł                        | iTunes                       | iTunes                       | Spotify Viral                | Album |
| Rok                                                      | Tytuł                        | NOR                          | POL                          | POL                          | Album |
| -------------------------------------------------------- | ---------------------------- | ---------------------------- | ---------------------------- | ---------------------------- | ----- |
| 2019                                                     | „Best life” (z Lexy Chaplin) | 175                          | 116                          | 5                            | –     |
| „–” oznacza, że singel nie był notowany na danej liście. |                              |                              |                              |                              |       |